# HMS Visby (2000)
HMS Visby (K31) – szwedzka korweta rakietowa typu Visby. Był to pierwszy z serii pięciu okrętów tego typu. Wszedł do służby w Svenska marinen w 2002 roku. Pełną zdolność operacyjną osiągnął w 2012 roku.

## Projekt i budowa
Szwedzki przemysł okrętowy pierwsze praktyczne doświadczenia w technologii stealth zdobył przy budowie eksperymentalnej jednostki „Smyge”, której używano do badań w latach 1991–1995. W oparciu o te doświadczenia opracowano projekt nowych korwet rakietowych typu Visby. Okręty miały zostać zbudowane z laminatów, z użyciem kevlaru, kadłub i nadbudówka miały posiadać maksymalnie dużo płaskich pochylonych powierzchni, których zadaniem było zmniejszenie echa radarowego, poprzez pochłonięcie i rozproszenie fal radarowych. Priorytetem było także zmniejszenie śladu termicznego, hałasu siłowni okrętowej i pola magnetycznego okrętu. 
Całościowy system zmniejszonej wykrywalności otrzymał oznaczenie GHOST -Genuine Holistic Stealth 
Budowa pierwszego okrętu serii HMS „Visby” rozpoczęła się w stoczni Kockums AB w Malmö 17 lutego 1995 roku. Wodowanie miało miejsce w czerwcu 2000 roku, wejście do służby w czerwcu 2002 roku . Okręt podobnie jak trzy kolejne jednostki serii, został przystosowany do misji zwalczania okrętów podwodnych i unieszkodliwiania min morskich. W 2012 roku z okrętu odpalono pocisk przeciwokrętowy RBS-15, co ostatecznie zakończyło wieloletni program testów i umożliwiło jednostce pełne wejście do służby operacyjnej .
W październiku 2014 roku w szwedzkiej prasie pojawiła się informacja że korweta „Visby”, na wodach w okolicy Sztokholmu, poszukiwała zanurzonego rosyjskiego okrętu podwodnego, który miał drogą radiową wysyłać prośbę o pomoc. Informacja ta nie została potwierdzona przez stronę rosyjską .